# Parafia Przemienienia Pańskiego w Międzyborowie
Parafia Przemienienia Pańskiego w Międzyborowie – parafia rzymskokatolicka w dekanacie Żyrardów w diecezji łowickiej.   

## Historia
Erygowana 31 stycznia 1981 r. przez ks. kard. Stefana Wyszyńskiego, prymasa Polski. Kościół został zbudowany w latach 1977–1980. Konsekracji świątyni dokonał prymas Wyszyński 23 sierpnia 1980 r. Pierwszym proboszczem oraz budowniczym kościoła był ks. kan. Czesław Suchta. Spoczywa na cmentarzu parafialnym w Bieganowie.  

## Zasięg parafii
Do parafii należą wierni z miejscowości: Bieganów, Budy Stare, Budy Michałowskie, Budy Zosine, Grądy, Henryszew, Mariampol, Międzyborów, Podlasie, Sade Budy oraz części Żyrardowa – ulice: Brzozowa, Dąbrowskiego, Chmielna, Jaktorowska, Jałowcowa, Jarzębinowa, Jaśminowa, Leszczynowa, Leśna, Olszowa, Poprzeczna, Równoległa i Topolowa. 